# Sopieszyno-Wybudowanie
Sopieszyno-Wybudowanie – nieoficjalna nazwa części wsi Sopieszyno w Polsce położona w województwie pomorskim, w powiecie wejherowskim, w gminie Wejherowo.
Osada położona jest na północno-wschodnim obrzeżu Trójmiejskiego Parku Krajobrazowego. Wieś jest częścią składową sołectwa Sopieszyno.
W latach 1975–1998 miejscowość administracyjnie należała do województwa gdańskiego.